# British Rail 222 sorozat
A British Rail 222 sorozat egy angol négy-, öt- vagy hétrészes dízelmotorvonat-sorozat melyet a Bombardier Transportation gyártott 2003 és 2005 között. A motorvonatok négy-, öt- és hétrészes változatban készültek. Felújításuk 2011 és 2012között történt meg. Legnagyobb sebessége 200 km/h. Jelenleg az összes járművet az East Midlands Railway üzemelteti.

## Jelenlegi üzemeltető
| Sorozat     | Üzemeltető            | Darabszám | Gyártás éve | Kocsik száma | Pályaszám       |
| ----------- | --------------------- | --------- | ----------- | ------------ | --------------- |
| Class 222/0 | East Midlands Railway | 6         | 2003-2005   | 7            | 222 001-222 006 |
| Class 222/0 | East Midlands Railway | 17        | 2003-2005   | 5            | 222 007-222 023 |
| Class 222/1 | East Midlands Railway | 4         | 2005        | 4            | 222 101-222 104 |